# Honda Vigor
Honda Vigor — легковий автомобіль C-класу, створений корпорацією Honda в 1981 році для внутрішнього японського ринку (так званий JDM). Являв собою преміальну, багато оснащену, більш спортивну і «енергійну» (англ. Vigor — сила, енергія) версію Honda Accord і був флагманом марки до початку випуску Honda Legend. У 1989 році, з появою нового покоління Accord, позиціонування моделі змінилося: вона отримала подовжену колісну базу, зазнала рестайлінг і була переведена в «сімейний» D-сегмент ринку, а люксова модифікація дістала назву Honda Accord Inspire.
Модель була створена в період, відомий як «економічна бульбашка» і конкурувала в Японії з Toyota Chaser і Nissan Laurel. На ринку США модель продавалась в 1991—1994 роках під брендом Acura Vigor.

## Перше покоління

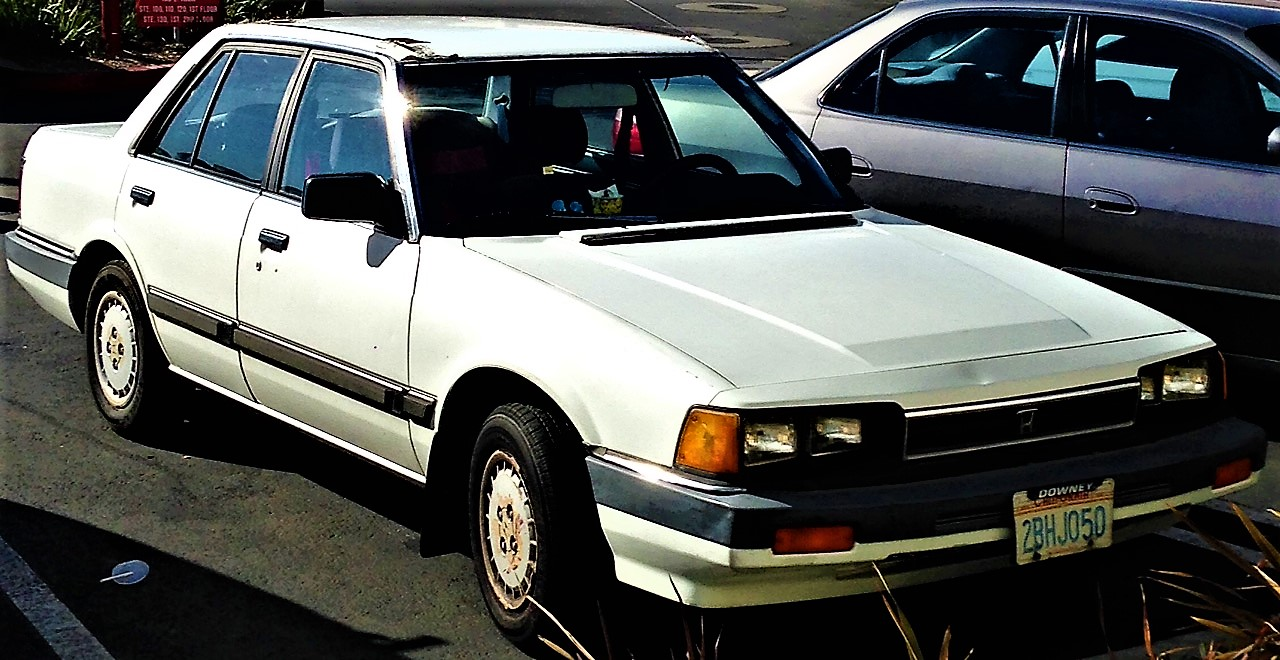
Honda Vigor І

Випуск першого покоління Vigor було розпочато 25 вересня 1981 року. Модель пропонувалася в кузовах седан (AD) і хетчбек (SZ), які поєднувалися з єдиним доступним 1,8-літровим двигуном з системою Honda CVCC-II. У плани корпорації входив вихід в преміум-сегмент, Vigor був покликаний прозондувати ґрунт і привернути увагу ринку. Спроба була успішною, і в 1985 році на світ з'явився розкішний Honda Legend.
Опціональне для Accord оснащення, таке як круїз-контроль, кондиціонер, електросклопідіймачі й кермове управління з підсилювачем, для Vigor було в базовій комплектації. Штатно поставлявся і бортовий комп'ютер, показував пробіг, час водіння і економію палива, що називався в брошурах «Електронним навігатором». Всі машини оснащувалися ременями безпеки ELR (Emergency Locking Retractor). Однією з опцій була Electro Gyrocator, перша в світі автомобільна навігаційна система. Також за бажанням замовника могли бути встановлені цифрова приладова панель, ABS, стереосистеми на вибір від Alpine Electronics, Clarion і Pioneer, легкосплавні диски R13 і регульовану підтримку стегон переднього пасажира.
У двигуні застосовувалася CVCC-II SOHC з 3 клапанами на циліндр. Агрегатувався з 5-ступінчастою механічною або 4-ступінчастою автоматичною коробкою передач з блокуванням гідротрансформатора. Машини, оснащені механічною коробкою передач і карбюратором CVCC, отримали 13,6 км/л в результаті проходження Japanese Government emissions tests з використанням 10 різних режимів, 110 к.с. і 23 км/л при постійно підтримуваних швидкостях зі швидкістю 60 км/год. Транспортні засоби з PGM-FI аналогічно отримали 13,2 км/л, з 130 к. с. і 22 км/л, підтримуваних зі швидкістю 60 км / ч. Японські покупці Vigor платили підвищений щорічний податок в порівнянні з іншими моделями Honda.
Примітно, що задній номерний знак на цій моделі розташовувався в бампері, між задніми ліхтарями перебувала елегантна чорна вставка з написом «Vigor». У Accord такої вставки не було і номер кріпився між самими задніми ліхтарями.
З 1985 року для седана були представлені комплектації MG, ME і ME-R. Раніше вони мали назву VXR, VX і VL. Усі варіанти поставлялися з системою CVCC-II, інжекторне уприскування пропонувалося тільки в версіях VTL-i і VT-i. Оскільки хетчбек продовжував випускатися тільки як Accord, відповідна модифікація Vigor була доступна в комплектаціях MX-T і ME-T, поки не була замінена дводверним Honda Integra в 1984 році. Ранні карбюраторні комплектації хетчбека називалися TXL, TX і TU, а з уприскуванням палива - TT-i. На машинах з уприскуванням система CVCC не застосовувалася.
Базові комплектації хетчбека (MX-T) і седана (MG, ME) містили круїз-контроль, двопозиційну підвіску з автоматичним вирівнюванням, комп'ютер палива, стереосистему з AM/FM радіо і двома коаксіальними динаміками, проточну вентиляцію, велюровий салон зі складними задніми сидіннями і задню полицю багажника (для хетчбеків). У вищий рівень оснащення ME-T і ME-R пропонувалося внутрішнє освітлення з затримкою (так зване «театральне»), чотири коаксіальних динаміки зі стереосистемою, склопідіймачі й замки, дискові гальма на всі колеса і чутливе до швидкості рульове управління з підсилювачем.
Незважаючи на деякі відмінності між Accord і Vigor, автомобіль був, по суті, один і той же. Виробництво моделі під двома різними назвами дозволило Honda в Японії використовувати різні канали продажів; так, Vigor продавали в автосалонах Honda Verno, а Accord реалізовувався через мережу Honda Clio. Хетчбек Vigor в максимальній комплектації пропонував відому гнучкість при необхідності перевезення вантажів у порівнянні з купе Nissan Leopard першого покоління. Такий же підхід застосовувався на першій і другій генераціях Toyota Supra. У 1997 році Honda повторно скористалася цією схемою, щоб вивести на ринок просунуту версію Accord, що отримала назву Honda Torneo.

### Двигуни
- 1.8 L EK1 I4 CVCC-II карбюратор
- 1.8 L ES3 I4 PGM-FI

## Друге покоління

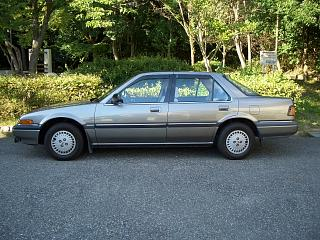
Honda Vigor ІІ

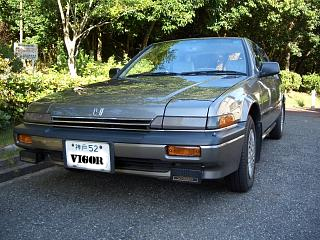
Honda Vigor ІІ

4 червня 1985 року Honda Vigor (CA1-Сa2-CA3) з'явилася в другому поколінні. Як і раніше, вона була преміальною модифікацією Accord. У базі автомобіль пропонувався з чотирициліндровим 1,8-літровим двигуном A18A, його версія B18A стала пропонуватися з двома карбюраторами, більш потужний B20A поставлявся з системою PGM-FI. У цій генерації були присутні незначні косметичні відмінності від Accord, такі як змінена решітка радіатора, інші задні ліхтарі і вищі характеристики. Поява прихованих фар стало наслідком популярності Honda Prelude і оновленої Honda Integra, оскільки Vigor як і раніше продавалася разом з ними через дилерську мережу Honda Verno. Як і в першому поколінні, Accord і Vigor розрізнялися місцем установки заднього номерного знака. Комплектації позначалися 2.0 Si, MXL-S, MX, MXL і MF. У травні 1987 року був представлений пакет 2.0 Si Exclusive як стандартне оснащення якого додали складаються бічні електродзеркала. У вересні 1988 року з'явився пакет MXL Super Stage з автоматичною системою shift-lock.
На другому поколінні була застосована двоважільна підвіска як спереду, так і ззаду — конструкція, яка в наступні роки поширилася на інші моделі фірми. Поки конкуренти використовували дорожчу схему McPherson, рішення інженерів Honda забезпечувало кращу стабільність і чіткіше управління. На автомобіль ставилися передні стабілізатори поперечної стійкості, дорогі комплектації доповнювалися задніми. Гальма ставилися або дискові невеликого розміру на всіх колесах із двопоршневими супортами (тільки на версії JDM 2.0-Si), або великі дискові з однопоршневими супортами, або передні дискові та задні барабанні. ABS був доступний опціонально в комплектаціях з усіма дисковими гальмами. З базовим пакетом оснащення ставилися 13-дюймові штамповані колеса з ковпаками, що імітують легкосплавні диски більш дорогих модифікацій.
В цілому пакет пропонованого обладнання був дуже великий у порівнянні з конкурентами, так, у вищій комплектації 2.0Si пропонувалися такі опції, як сонцезахисний козирок з електроприводом, кольорова приладова РК-панель, рульове управління з регулюванням кута нахилу і чутливості підсилювача, круїз-контроль, електросклопідіймачі, замки з електроприводом, касетний радіоприймач AM/FM з 4 потужними динаміками, сабвуфером і підсилювачем, склоочисники з регульованим переривчастим режимом, шкіряний салон.

### Двигуни
- 1.8 L A18A I4
- 1.8 L B18A I4
- 2.0 L B20A I4 120 к.с.

## Третє покоління (1989-1995)

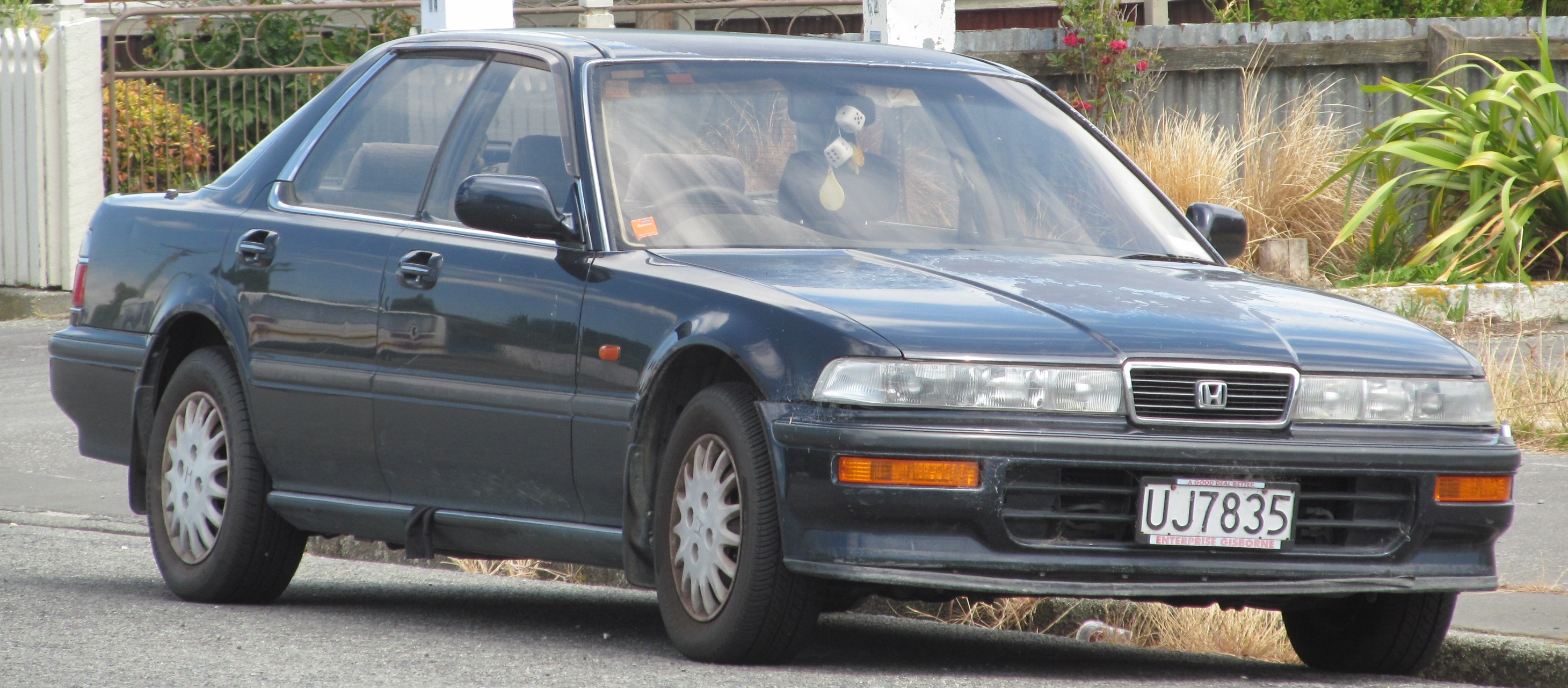
Honda Vigor (CB5)

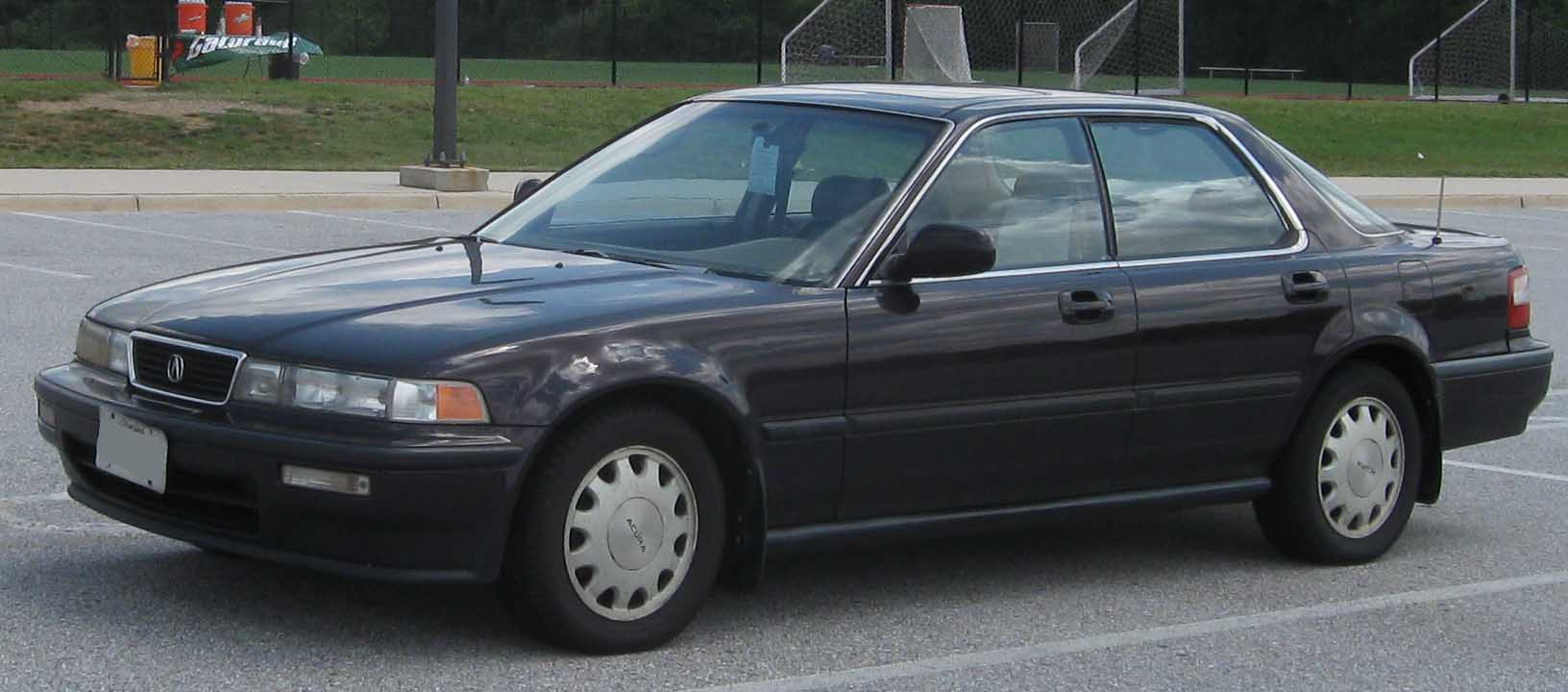
Acura Vigor

Vigor третього покоління — це 4-дверний седан Hard Top, створений на базі 4-го покоління Accord. Це «близнюк» Accord Inspire. Відмінною особливістю є те, що, на відміну від Accord, де рядний 4-циліндровий двигун розташований поперечно, на Inspire і Vigor вперше у світі встановили рядний 5-циліндровий поздовжній двигун із приводом на передні колеса. Цей седан, який має подовжений силует кузова з низьким «носом», завоював високу популярність завдяки своїй оригінальній зовнішності. Крім того, однією з причин високого попиту на цей автомобіль була збільшена на 85 мм порівняно з Accord колісна база. Чудове оформлення й оснащення салону також вплинуло на популярність цієї моделі. Завдяки всьому цьому Vigor можна назвати розкішним автомобілем.
У США автомобіль продавався під брендом Acura Vigor.

### Двигуни
- 2.5 L G25A1 I5
- 2.0 L G20A1 I5